# جيري دافي
جيري دافي (بالإنجليزية: Jerry Davie)‏ هو لاعب كرة قاعدة أمريكي، ولد في 10 فبراير 1933 في ديترويت في الولايات المتحدة.

## وصلات خارجية
- جيري دافي على موقعبيزبول رفرنس.كوم (الدوري الرئيسي) (الإنجليزية)